# Myschkowytschi (Ternopil)
Myschkowytschi (ukrainisch Мишковичі; russisch Мышковичи Myschkowitschi, polnisch Myszkowice) ist ein Dorf in der ukrainischen Oblast Ternopil mit etwa 2000 Einwohnern (2023).

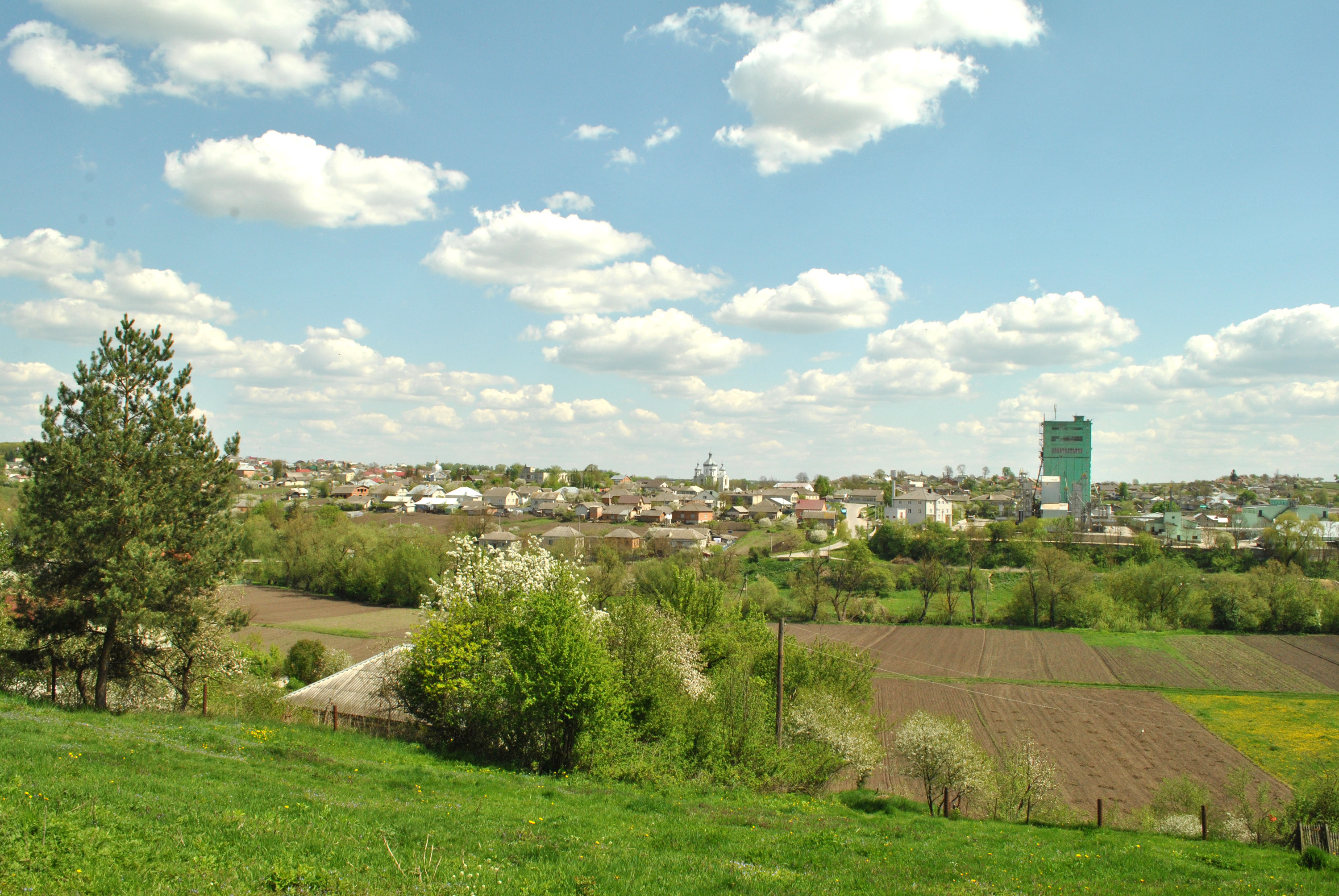
Blick auf Myschkowytschi

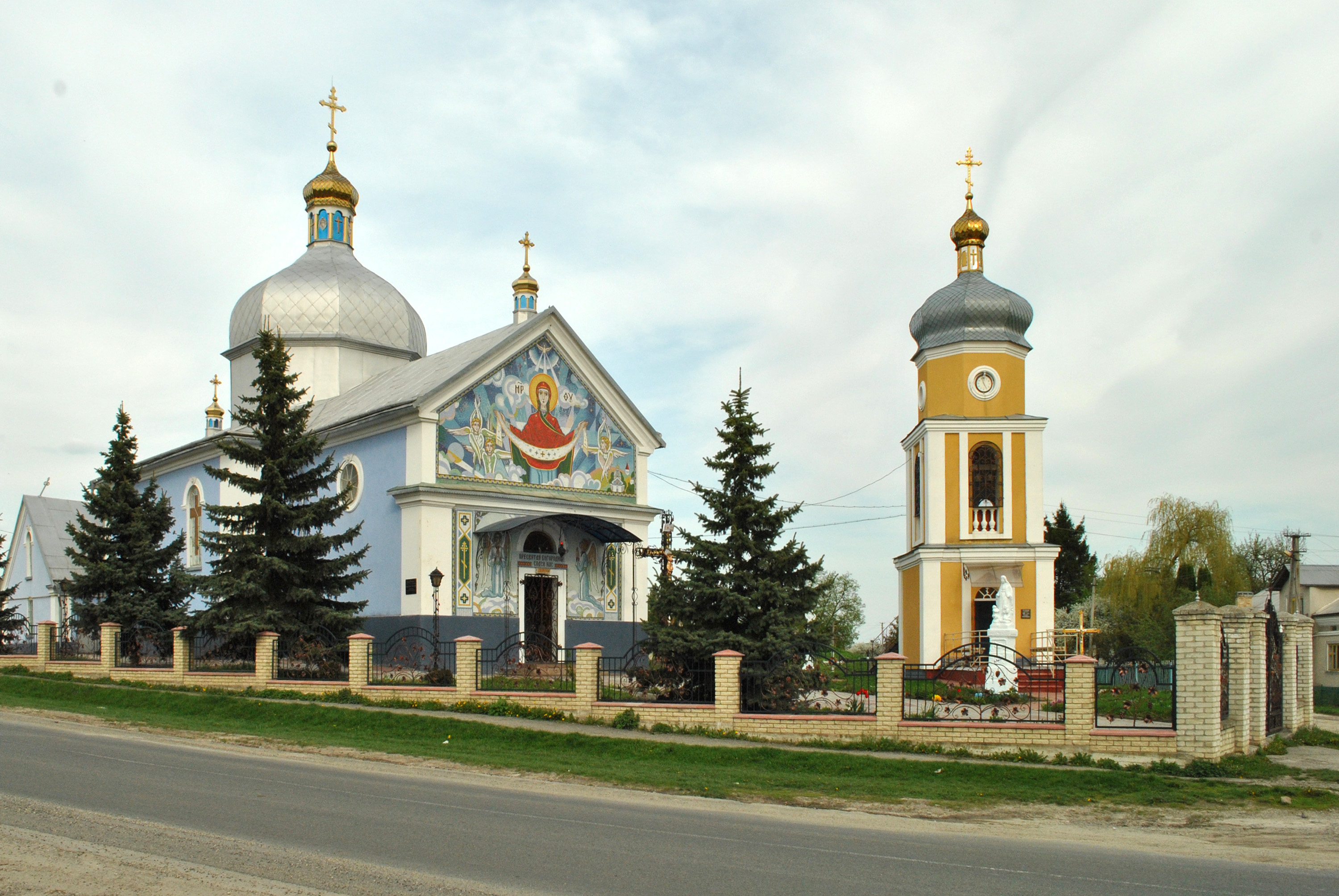
Kirche im Dorf

Das Dorf wurde vermutlich bereits vor dem 13. Jahrhundert gegründet und 1564 erstmals schriftlich erwähnt.
Die Ortschaft liegt am linken Ufer des Seret, einem Nebenfluss des Dnister, gegenüber von Welyka Luka und etwa 15 km südlich vom Rajon- und Oblastzentrum Ternopil.
Durch das Dorf verläuft die Territorialstraße T–20–20, die im Norden des Dorfes auf die Fernstraße M 19 trifft.
Am 12. Juni 2020 wurde das Dorf ein Teil der Siedlungsgemeinde Welyka Beresowyzja im Rajon Ternopil, bis dahin bildete es die Landsratsgemeinde Myschkowytschi (Мишковицька сільська рада/Myschkowyzka silska rada) im Süden des Rajons Ternopil.